# Lepidopoda andrepiclera
Lepidopoda andrepiclera is een vlinder uit de familie van de wespvlinders (Sesiidae), onderfamilie Sesiinae.
Lepidopoda andrepiclera is voor het eerst wetenschappelijk beschreven door George Francis Hampson in 1910. De soort komt voor in het Oriëntaals gebied.